# Daft Punk's Electroma
Pour les articles homonymes, voir Electroma.
Pour plus de détails, voir Fiche technique et Distribution.
Daft Punk's Electroma est un drame expérimental franco-américain écrit et réalisé par les  Daft Punk (Thomas Bangalter et Guy-Manuel de Homem-Christo), sorti en 2006.
Il s'agit du premier long-métrage du duo français. En 2006, le film est présenté au Festival de Cannes.

## Synopsis
Le film suit les pérégrinations de deux personnages qui apparaissent comme les formes robotiques des membres de Daft Punk ; ils sont crédités comme "Hero Robot No. 1" et "Hero Robot No. 2". L'un porte un casque argenté et l'autre un casque doré. Une scène d'ouverture montre le duo au volant d'une Ferrari 412 1987 avec une plaque d'immatriculation affichant "HUMAN". Après avoir traversé un paysage du sud-ouest des États-Unis, le duo arrive en voiture dans une ville du Comté d'Inyo, en Californie. Les habitants de la ville se révèlent être des robots physiquement identiques aux deux personnages principaux, mais à des âges différents, avec des vêtements différents et des sexes en alternance.
Les deux hommes se rendent dans une installation de haute technologie où du latex liquide est versé sur leurs têtes. Le latex est façonné en visages ressemblant à des humains à l'aide d'appareils prothétiques et de perruques. Le look qui en résulte caricaturise les membres de Daft Punk, Thomas Bangalter et Guy-Manuel de Homem-Christo. Lorsque les deux robots quittent l'établissement, les habitants de la ville sont choqués par leur apparence humaine. Les citadins commencent progressivement à chasser le duo, dont les visages finissent par fondre au soleil. Les deux robots se mettent à couvert dans des toilettes publiques où le robot au casque doré jette son masque en ruine, puis encourage le robot au casque argenté, d'abord réticent, à faire de même. Apparaissant à nouveau comme des robots, le couple subit ensuite une longue randonnée à travers les salines du désert.
Après avoir marché pendant une période prolongée, le robot argenté ralentit et s'arrête. En prenant conscience de cela, le robot d'or revient vers celui d'argent. Le robot argenté continue de regarder le sol pendant un moment avant de retirer sa propre veste. Il se détourne ensuite de l'autre robot, révélant un interrupteur dans son dos. Le robot doré fait basculer l'interrupteur, ce qui déclenche une minuterie. Le robot au casque argenté s'éloigne, et la fin du compte à rebours il finit par exploser et voler en éclats. Le robot restant empile les restes du robot argenté, puis continue de marcher. Le robot doré finit par tomber à genoux et tente d'atteindre l'interrupteur sur son dos, mais en vain. Un autre moment passe avant que le robot enlève la partie avant de son casque et s'en sert pour frapper le sol à plusieurs reprises jusqu'à ce que le casque se brise. En utilisant l'un des éclats de son casque comme d'un miroir, le robot concentre la lumière du soleil et finit par enflammer sa main. Le film se termine alors que le robot, complètement en feu, marche au ralenti dans l'obscurité.

## Fiche technique
- Titre original et francophone : Daft Punk's Electroma
- Réalisation : Daft Punk
- Scénario : Guy-Manuel de Homem-Christo, Thomas Bangalter, Paul Hahn, Cédric Hervet
- Décors : Steven Sinclair
- Costumes : Lisa Harris, Lisa Marie Harris
- Photographie : Thomas Bangalter
- Montage : Cédric Hervet
- Musique : Steven Baker
- Production : Paul Hahn
- Sociétés de production : Daft Arts
- Pays d’origine :  États-Unis,  France
- Langue originale : muet
- Format : couleur – 35 mm – 1.85:1
- Genre : drame, expérimental
- Durée : 74 minutes
- Dates de sortie
  - France : 21 mai 2006 (Festival de Cannes), 24 mars 2007 (sortie nationale)

## Distribution
- Peter Hurteau : "Hero Robot No. 1"
- Michael Reich : "Hero Robot No. 2"
- Ritche Lago Bautista :  le marié
- Daniel Doble : le pasteur
- Athena Stamos : la serveuse
- Bradley Schneider : l'avocat

## Distinctions

### Nominations
- Caméra d'Or au festival de Cannes 2006[1]
- Quinzaine des réalisateurs 2006[1]
  - Prix « Europa Cinema »
  - Prix « Art et Essai-CICAE »
  - Prix « Regard Jeune »

## Accueil

### Sortie
Daft Punk's Electroma a été présenté au festival de Cannes 2006, puis montré exclusivement au cinéma du Panthéon à partir de mars 2007, à raison d'une projection chaque samedi à minuit.

## Autour du film

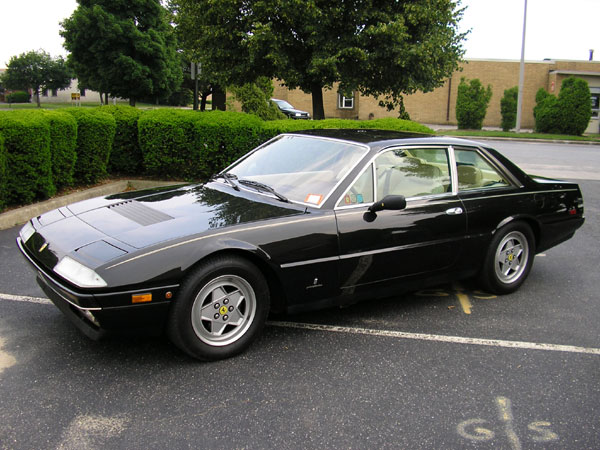
Ferrari 412.

Sur la plaque de la voiture (une Ferrari 412) est inscrit : « HUMAN », en référence à leur désir de devenir des humains et au nom du troisième album studio des Daft Punk paru en 2005, Human After All.
Une entreprise s'est proposée de vendre les casques que les deux héros portent dans le film. Mais la commercialisation n'a pas eu lieu, probablement à cause du droit d'auteur dont disposait les Daft Punk. Le prix fixé par le constructeur était alors de 65 000 $.
Le 21 avril 2011, la Ferrari 412 noire du film fut vendue pour les sinistrés japonais pour la Croix-Rouge par le Label EMI via le site d'enchères EBay du Royaume-Uni. Le fruit de la vente rapporta 25 600 £,.
Le 22 février 2021, le groupe Daft Punk annonce sa séparation avec une vidéo intitulée Epilogue sur YouTube, composée principalement d'extraits du film.